# علم البيئة الكمي
علم البيئة الكمّي يتضمّنُ تطبيقًا متقدّمًا للأدوات الرياضيّة والإحصائيّة لأي مشكلة ضمن العلوم البيئيّة، وهو مجال فرعي صغير من مجالات علم البيئة ولكنه يتوسع وينمو بنفس الوقت، ويعكس مدى الطلب على ممارسة البيئيين لتفسير البيانات المعقدة والكبيرة بمنطق كميّ. 
وقد يقوم الباحثون في هذا المجال بتطبيق بعض النماذج الرياضية التي تمزج ما بين الحتميّة والتصادفية على الأسئلة النظرية أو قد يستخدمون طرقًا وأساليب متطورة في علم الإحصاء التطبيقيّة لتصميم التجارب واختبار النظريات، وتتضمن المسائل المثالية في هذا العلم تقدير ديناميكيّة وحالة التلوّث البريّ، ونمذجة التأثيرات الصنعيّة أو تأثيرات التغيّر المناخي على الحياة البيئيّة، وكذلك التنبّؤ بمدى تفشّي الأمراض.
يركز علم البيئة الكمّي على الطرق الرياضيّة والإحصائيّة لمعالجة المسائل، وهو مجال منحدرٌ من علم البيئة النظري والذي يهدف إلى البحث والتركيز على ديناميكيّة النماذج الميكانيكية البسيطة، وتأثيرها على المجموعات البيولوجية باستخدام البراهين والطرق الرياضيّة.